# Голубой, Александр Михайлович
Александр Михайлович Голубой (1920—1981) — советский военный лётчик Авиации дальнего действия во время советско-финской и Великой Отечественной войн, Герой Советского Союза (18.08.1945). Старший лейтенант Советской Армии.

## Биография
Александр Голубой родился 13 декабря 1920 года в деревне Ивашево (ныне — Шекснинский район Вологодской области) в крестьянской семье. Окончил Кунильскую начальную школу, Чаромскую семилетнюю школу, затем школу фабрично-заводского ученичества на станции Волховстрой I. Затем работал токарем в Волховском паровозном депо. 
5 мая 1939 года Голубой был призван на службу в Рабоче-крестьянскую Красную Армию. Окончил школу младших авиационных специалистов. Принимал участие в советско-финской войне, будучи стрелком-радистом на бомбардировщике СБ. 
С августа 1941 года — на фронтах Великой Отечественной войны. Был стрелком-радистом, затем стал начальником связи эскадрильи 16-го гвардейского бомбардировочного авиаполка 11-й гвардейской бомбардировочной авиадивизии 1-го гвардейского бомбардировочного авиационного корпуса 18-й воздушной армии. Участвовал в битве за Москву, Ржевско-Сычёвской операции, Сталинградской битве, обороне Ленинграда, освобождении Восточной Европы, боях в Германии, в разное время бомбил Гжатск, Сычёвку, Бухарест, Варшаву, Вильнюс, Минск, Барановичи, Берлин, Будапешт, Кёнигсберг, Тильзит, Данциг, Псков, Брянск, Смоленск, Гомель, Орёл, Курск, Невель, Дно, Полоцк, Кишинёв, Витебск.
К концу войны гвардии младший лейтенант Александр Голубой совершил 370 боевых вылетов на бомбардировку вражеских объектов.
Указом Президиума Верховного Совета СССР от 18 августа 1945 года за «образцовое выполнение боевых заданий командования на фронте борьбы с немецкими захватчиками и проявленные при этом мужество и героизм» гвардии младший лейтенант Александр Голубой был удостоен высокого звания Героя Советского Союза с вручением ордена Ленина за номером 55045 и медали «Золотая Звезда» за номером 8740.
После окончания войны А. М. Голубой продолжил службу в Советской Армии. В 1949 году он окончил Высшую офицерскую лётно-тактическую школу, служил начальником связи эскадрильи и одновременно бортрадистом экипажа 157-го гвардейского бомбардировочного авиаполка, дислоцировавшегося в районе станции Энгельгардтовская Починковского района Смоленской области. В 1955 году в звании старшего лейтенанта Голубой был уволен в запас. Проживал в городе Сычёвка Смоленской области. Скончался 15 июля 1981 года, похоронен на городском кладбище Сычёвки.
Был также награждён орденами Красного Знамени (12.12.1944) и Красной Звезды (22.02.1943), медалями «За отвагу» (20.02.1942), «За боевые заслуги» (21.08.1953), «За оборону Москвы», «За оборону Ленинграда», «За оборону Сталинграда», «За взятие Кёнигсберга», «За взятие Берлина», рядом других медалей.